# Circle (zespół muzyczny)
Circle – fiński zespół muzyczny, przedstawiciel rocka eksperymentalnego, założony w 1991 roku w Pori.
Muzyka Circle oparta jest na repetycji oraz ciężkich riffach. Słychać w niej przede wszystkim wpływ zespołów krautrockowych – Can, Neu! oraz Faust. Muzycy określają się mianem zespołu "NWoFHM" (New Wave of Finnish Heavy Metal; por. NWoBHM). 

## Dyskografia

### Albumy
- 1994 Meronia, CD/2LP (Bad Vugum), 2007 reedycja CD (Ektro)
- 1996 Zopalki, CD/2LP (Bad Vugum)
- 1996 Hissi, CD (Metamorphos / Captain Trip (Japonia))
- 1997 Fraten, CD (Metamorphos)
- 1998 Pori, CD (Metamorphos), 2000 CD (Feldspar (USA))
- 1998 Kollekt, kompilacja CD (Bad Vugum)
- 1999 Andexelt, CD (Metamorphos), 2000 CD (tUMULt)
- 2000 Prospekt, CD (Ektro), 2002 2LP (Static Resonance)
- 2001 Taantumus, CD (Bad Vugum)
- 2002 Sunrise, CD (Ektro), 2006 2LP (Headspin)
- 2002 Alotus, CD (Klangbad)
- 2003 Guillotine, CD (Ektro), 2005 CD (Scratch)
- 2004 Golem / Vesiliirto, 2LP (Kevyt Nostalgia / Super Metsä)
- 2004 Forest, CD (Ektro), 2005 CD (No Quarter)
- 2005 Tulikoira, CD (Ektro), 2007 2LP + 7" (Headspin)
- 2006 Miljard, 2CD (Ektro)
- 2006 Tyrant, CD (Latitudes)
- 2006 Panic, CD (Ektro)
- 2007 Tower feat. Verde, CD (Last Visible Dog)
- 2007 Katapult, CD/LP (No Quarter)
- 2008 Hollywood, CD/LP (Ektro)

### Albumy koncertowe
- 1998 Surface, split z Marble Sheep, CD (Metamorphos / Captain Trip (Japonia))
- 2001 Raunio, CD (Ektro), 2002 CD (Squealer Music)
- 2004 Empire, LP (Riot Season)
- 2004 Mountain, LP (Kevyt Nostalgia / Super Metsä)
- 2005 General, LP (Kevyt Nostalgia / Super Metsä)
- 2006 Arkades, LP (Fourth Dimension), 2007 2CD (Fourth Dimension)
- 2007 The Blaze Game, split z Sunburned Hand of the Man, CD/LP (Conspiracy)
- 2007 Telescope, 2CD (Sunhair)
- 2007 Rakennus, CD (Ektro)
- 2008 Triumph, 2LP (Fourth Dimension)

### Single/EP
- 1991 DNA, 7" (Seventh Seal)
- 1992 Point, 7" (Bad Vugum)
- 1993 Silver, 7" (Bad Vugum)
- 1993 Crawatt, 7" (VHF)
- 1995 Ghatarian, 7" (Fourth Dimension)
- 1996 Kitin, split z Psychoplasma, 7" (Metamorphos)
- 1998 Valas, split z DisCo., 7" (Zerga)
- 2002 Tour (7 inch), split z Acid Mothers Temple, 7" (Verdura)
- 2003 Elcric, 7" (Fonal)
- 2006 Earthworm, CDEP (No Quarter)
- 2006 Void Star, 7" (DotDotDot)
- 2007 Vaahto, 7" (Trensmat Records)
- 2009 Odottamaton, 7" (Sub Pop)